# Stefan Reshko
Stefan Mykhailovych Reshko (ukrainien : Стефан Михайлович Решко), né le 24 mars 1947 à Klyucharky à l'époque en Union soviétique, aujourd'hui en Ukraine, est un joueur de football international soviétique (ukrainien), qui évoluait au poste de défenseur central.

## Biographie

### Carrière en club
Stefan Reshko joue principalement en faveur du Tchornomorets Odessa et du Dynamo Kiev.
Il dispute un total de 331 matchs dans les championnats soviétiques, inscrivant un but, avec notamment 272 matchs en première division. Avec le club du Dynamo Kiev, il remporte quatre titres de champion d'URSS.
Au sein des compétitions continentales européennes, il dispute 17 matchs en Coupe d'Europe des clubs champions, sept matchs en Coupe de l'UEFA, et enfin neuf en Coupe des coupes, sans oublier deux rencontres en Supercoupe d'Europe. Il remporte avec le Dynamo la Coupe des coupes en 1975, en battant le club hongrois du Ferencvárosi TC en finale. Il atteint ensuite avec le Dynamo les demi-finales de la Coupe d'Europe des clubs champions en 1977, en étant battu par le club allemand du Borussia Mönchengladbach.

### Carrière en sélection
Stefan Reshko reçoit un total de 15 sélections en équipe d'URSS entre 1975 et 1976, sans inscrire de but.
Il joue son premier match en équipe d'URSS le 2 avril 1975, contre la Turquie, lors des éliminatoires de l'Euro 1976 (victoire 3-0 à Kiev). 
Il participe ensuite aux Jeux olympiques d'été de 1976 organisés a Montréal. Il joue quatre matchs lors du tournoi olympique, remportant la médaille de bronze.

## Palmarès
Dynamo Kiev
- - Vainqueur de la Supercoupe de l'UEFA en 1975.
  - Vainqueur de la Coupe d'Europe des vainqueurs de coupe en 1975.
  - Champion d'Union soviétique en 1974, 1975 et 1977.
  - Vice-champion d'Union soviétique en 1972, 1973 et 1976.
  - Vainqueur de la Coupe d'Union soviétique en 1974.
  - Finaliste de la Coupe d'Union soviétique en 1973.
  - Finaliste de la Supercoupe d'Union soviétique en 1977.

 Union soviétique
- Médaillé de bronze  aux Jeux olympiques d'été de 1976.